# Tatiana Troyanos
Tatiana Troyanos (New York, 12 septembre 1938 - 21 août 1993) est une mezzo-soprano américaine.

## Biographie
Née à New York, de parents grecs eux-mêmes chanteurs d'opéra, Tatiana Troyanos est élève à la Forest Hills High School, à Forest Hills, New York. À l'école secondaire, son surnom est « Totsie ».
Après être apparue comme choriste dans la production originale de The Sound of Music, Troyanos fait ses débuts en 1963 au New York City Opera dans le rôle d'Hippolyte dans A Midsummer Night's Dream (Le Songe d'une nuit d'été) de Benjamin Britten, d'après Shakespeare. L'année suivante, elle chante le rôle de Marina Mnichek dans la nouvelle production de Boris Godounov.
Elle devient un pilier du Metropolitan Opera à partir de 1976 et est vénérée dans le monde entier pour le timbre unique et sensuel de sa voix, ses sons filés, sa polyvalence et la beauté de ses apparitions, ainsi que l'intensité de ses incarnations scéniques. Au début des années 1980, Troyanos fait plusieurs ouvertures de saisons, notamment en Adalgisa dans Norma de Vincenzo Bellini (avec Renata Scotto dans le rôle-titre), en Octavian dans Le Chevalier à la Rose de Richard Strauss, en Didon dans Les Troyens d'Hector Berlioz.
Troyanos sait incarner à merveille des rôles aux personnalités et aux styles très divers, parmi lesquels Carmen sous la direction de Sir Georg Solti, Chérubin dans Les Noces de Figaro dirigées par Karl Böhm en 1968, Anita dans West Side Story de Leonard Bernstein, ou encore Judith dans Le Château de Barbe-Bleue de Bartók.
Troyanos meurt à l'âge de 54 ans, à New York d'un cancer du sein et de métastases au foie. Elle avait réussi à dissimuler sa maladie à la grande majorité de ses collègues. Elle est inhumée au cimetière de Pine pelouse à Long Island. Troyanos est, avec les sopranos Lucia Popp et Arleen Auger, l'une des trois grandes chanteuses lyriques qui succombèrent au cancer en 1993 autour de leur 54e année.
En 1994, le Metropolitan Opera donne un concert à la mémoire de Tatiana Troyanos, au cours duquel le directeur musical James Levine fait remarquer : « L'idée que nous soyons réunis ici pour rendre hommage à la mémoire de Tatiana Troyanos est presque incompréhensible. Ce que cela signifie, bien sûr, c'est que notre famille du Metropolitan Opera a perdu l'une de ses plus importantes artistes et amies de toute son histoire. »

## Discographie sélective
(par ordre alphabétique de compositeurs)
- Béla Bartók : Le Château de Barbe-Bleue (Judith), Siegmund Nimsgern, Pierre Boulez (dir.) - Sony
- Vincenzo Bellini : Norma (Adalgisa), Renata Scotto, James Levine (dir.) - Sony
- Hector Berlioz : Les Troyens, Tatiana Troyanos (Didon), Jessye Norman (Cassandre), Plácido Domingo (Énée), Metropolitan Opera Chorus and Ballet, James Levine (dir.) - Deutsche Grammophon, 1983
- Leonard Bernstein : West Side Story (Anita), Kiri Te Kanawa (Maria), José Carreras (Tony), Leonard Bernstein (dir.) - Deutsche Grammophon
- Georges Bizet : Carmen (Carmen), Plácido Domingo (don José), Kiri Te Kanawa (Micaela), Georg Solti (dir.) - Decca
- Jules Massenet, Werther (Charlotte), Alfredo Kraus, Michel Plasson (dir.) - EMI
- Wolfgang Amadeus Mozart :
  - Così fan tutte (Dorabella), Leontyne Price (Fiordiligi), Sherrill Milnes, Erich Leinsdorf (dir.) - RCA
  - Die Gärtnerin aus Liebe, version allemande de La finta giardiniera, Jessye Norman, Helen Donath, Ileana Cotrubaș, Hermann Prey, Hans Schmidt-Isserstedt (dir.) - Philips
  - Les Noces de Figaro (Chérubin), Hermann Prey, Edith Mathis, Dietrich Fischer-Dieskau, Gundula Janowitz, Karl Böhm (dir.) - Deutsche Grammophon
  - Les Noces de Figaro, Ferruccio Furlanetto, Kiri Te Kanawa, Thomas Hampson, Anne Sofie von Otter, Dawn Upshaw, James Levine (dir.) - Deutsche Grammophon
- Krzysztof Penderecki : Die Teufel von Loudun, Marek Janowski (dir.) - Philips
- Henry Purcell : Dido and Æneas, (Didon), Felicity Palmer, Richard Stilwell, English Chamber Orchestra & Choir, Raymond Leppard (dir.) - Erato
- Arnold Schönberg : Gurre-Lieder (Waldtaube), Jessye Norman, James McCracken, Seiji Ozawa (dir.) - Philips
- Richard Strauss :
  - Ariadne auf Naxos, Jessye Norman, James King, Kathleen Battle, James Levine (dir.) - DVD Deutsche Grammophon-Universal
  - Capriccio (Clairon), Gundula Janowitz, Dietrich Fischer-Dieskau, Peter Schreier, Karl Böhm (dir.) - Deutsche Grammophon
  - Capriccio (Clairon), Kiri Te Kanawa, Simon Keenlyside, San Francisco Opera, Donald Runnicles (dir.) - DVD Kultur
  - Der Rosenkavalier (Octavian), Christa Ludwig, Edith Mathis, Theo Adam, Karl Böhm (dir.) - Deutsche Grammophon
- Richard Wagner :
  - Tannhäuser (Venus), Éva Marton, Metropolitan Opera Orchestra, James Levine (dir.) - DVD Pioneer
  - Le Crépuscule des dieux (2e Norne), Hildegard Behrens, Matti Salminen, Cheryl Studer, James Levine (dir.) - Deutsche Grammophon

Récitals
- Tatiana Troyanos in recital (Schumann, Rachmaninov, Ravel, Rossini, Bizet, Mahler), James Levine (piano) - VAI